# 龙谷大学短期大学部
龙谷大学短期大学部（日语：／ Ryukoku Daigaku Tanki Daigakubu *），简称龙短（りゅうたん），是一所位于日本京都府京都市伏见区的私立短期大学。

## 概要

### 简介
- 短期大学成立于1950年[1]、由学校法人龙谷大学设立，来源于亲鸾的净土真宗。

### 历史
- 1950年 龙谷大学短期大学部成立并同时设置佛教科[1]。
- 1962年 社会福利科增设[1]。
- 2002年 佛教科招生最后[2]。
- 2007年 今年3月29日佛教科正式停办[2]。
- 2011年 儿童教育学科增设及社会福利科改名为社会福利学科[1]。

### 宪章
- 请参看龙谷大学短期大学部的标志（页面存档备份，存于） （日語） 2013年11月28日阅览。

## 学校环境
- 校区：京都府京都市伏见区（龙谷大学深草校区）

## 组织

### 学科
- 佛教科[注 1]
- 社会福利学科
- 儿童教育学科

### 专科
| - 福利专攻 |

#### 业余课程
| - 没有 |

## 知名校友
- 大内寬文：日本國家橄欖球隊選手
- 小鴨由水：馬拉松選手
- 小西美加：職業棒球選手
- 田中真知子：聲優

## 相关链接
- 日本短期大学列表
- 龙谷大学
- 九州龙谷短期大学